# Théo (Fußballspieler, 2000)
Matheus Felipe Oliveira de Moraes (* 19. April 2000 in Itatiba), auch bekannt als Théo, ist ein brasilianischer Fußballspieler.

## Karriere
Théo erlernte das Fußballspielen in den brasilianischen Jugendmannschaften von CA Bragantino, EC União Suzano, Figueirense FC und dem Lemense FC. Von 2013 bis 2023 stand er bei den unterklassigen Mannschaften von EC Água Santa, AD Ferroviária Vale do Rio Doce, Baré EC, VOCEM und Náutico FC (MS) unter Vertrag. Von April 2019 bis Ende Dezember 2019 wurde er vom EC Água Santa an den US-amerikanischen Fußballklub Los Angeles Force verliehen. Im Januar 2024 wechselte er zum philippinischen Erstligisten Stallion Laguna. Für den Verein aus Biñan bestritt er neun Ligaspiele. Hierbei erzielte er zwei Treffer. Im Januar 2025 wechselt er nach Thailand. Hier unterschreibt er einen Vertrag beim Drittligisten Lopburi City FC. Mit dem Verein aus Lop Buri spielt er in der Central Region der Liga.